# Wolfgang Reinhardt (lekkoatleta)
Wolfgang Reinhardt (ur. 6 maja 1943 w Göppingen, zm. 11 czerwca 2011 w Monachium) – niemiecki lekkoatleta specjalizujący się w skoku o tyczce, uczestnik letnich igrzysk olimpijskich w Tokio (1964), srebrny medalista olimpijski w skoku o tyczce. Reprezentował Republikę Federalną Niemiec.

## Sukcesy sportowe
- czterokrotny medalista mistrzostw Niemiec w skoku o tyczce – trzykrotnie złoty (1963, 1964, 1965) oraz srebrny (1962)[1]
- czterokrotny medalista halowych mistrzostw Niemiec w skoku o tyczce – dwukrotnie złoty (1963, 1968) oraz dwukrotnie srebrny (1962, 1964)[2]
- wielokrotny rekordzista RFN (w latach 1962–64 dziewięciokrotnie ustanawiał rekord kraju na stadionie poprawiając go z poziomu 4,55 do 5,11[3])

| Rok  | Miasto | Zawody               | Konkurencja   | Wynik         |
| ---- | ------ | -------------------- | ------------- | ------------- |
| 1964 | Tokio  | Igrzyska olimpijskie | skok o tyczce | srebrny medal |

## Rekordy życiowe
- skok o tyczce – 5,25 (1974)